# جامعة باساو
جامعة باساو (بالإنجليزية: University of Passau)‏ هي جامعة عامة في ألمانيا، أُسِّسَت عام 1973.

## إحصائيات
يبلغ عدد طلاب الجامعة 10,072 طالب.

## وصلات خارجية
- الموقع الإلكتروني